# Tom Löwe
Tom Löwe (* 29. Mai 1997 in Mönchengladbach) ist ein deutscher Karambolagebillardspieler im Dreiband und Biathlon. Er ist mehrfacher Deutscher Meister und German Grand Prix Gesamtsieger.

## Karriere
Tom Löwe begann im Alter von 10 Jahren bei den Billardfreunden Lobberich Billard zu spielen. In der Jugendzeit konnte er insgesamt 5 Deutsche Jugend-Meistertitel gewinnen. Er erreichte bei der Jugendeuropameisterschaft der U17 in Lorient im Jahr 2014 das Finale und wurde Zweiter. Bei der U21-Europameisterschaft 2016 in Los Alcázares konnte er ebenfalls Silber gewinnen.
Für das erste Aufsehen bei den Herren sorgte er schon 2014, als er mit 17 Jahren den 3. Platz bei der deutschen Meisterschaft im Dreiband auf dem Turnierbillard erreichte. Sein Debüt in der 1. Bundesliga Dreiband hat er kurz darauf für BG RW Krefeld gegeben.
Im Jahr 2018 spielte er sein erstes German Grand Prix Turnier in Kassel und konnte es sofort gewinnen. Damit war er auch direkt der bisher jüngste Sieger. Im Finale gewann er gegen den Berliner Çengiz Karaça. Im Jahr darauf konnte er sich seinen ersten German Grand Prix Gesamtsieg sichern.
Seit der Saison 2018/2019 spielt er in der 1. Bundesliga beim BC Weywiesen (bis 2020 Bottroper BA). Dort konnte er im Jahr 2019 und 2021 den Teampokal Dreiband gewinnen.
Neben dem Dreiband spielt Tom Löwe ebenfalls Biathlon, der Kombination aus Dreiband und 5-Kegel. In der U21 konnte er sich bereits einen Deutschen Meistertitel im 5-Kegel sichern. Bei seiner ersten Deutschen Meisterschaft im Biathlon holte er 2018 direkt Gold. Die beiden anschließenden Deutschen Meisterschaft 2019 und 2021 konnte er sich ebenfalls sichern. Er ist damit seit 2018 ununterbrochen Deutscher Meister und aktuell der beste deutsche Spieler der Mixdisziplin.

## Erfolge

### Dreiband
- Deutsche Dreiband-Meisterschaften:   2021, 2023
- German Grand Prix (Gesamtsieger):   2019
- German Grand Prix:  2018/2  2019/1  2019/2, 2019/3
- Deutscher Teampokal:  2019, 2021, 2022  2020
- 1. Bundesliga Dreiband:  2022  2024
- Dreiband-Europameisterschaft der Junioren:  2016
- Dreiband-Europameisterschaft U17:  2014

### Biathlon
- Deutsche Meisterschaft Biathlon:  2018, 2019, 2021

Quellen: